# Bristol County (Massachusetts)

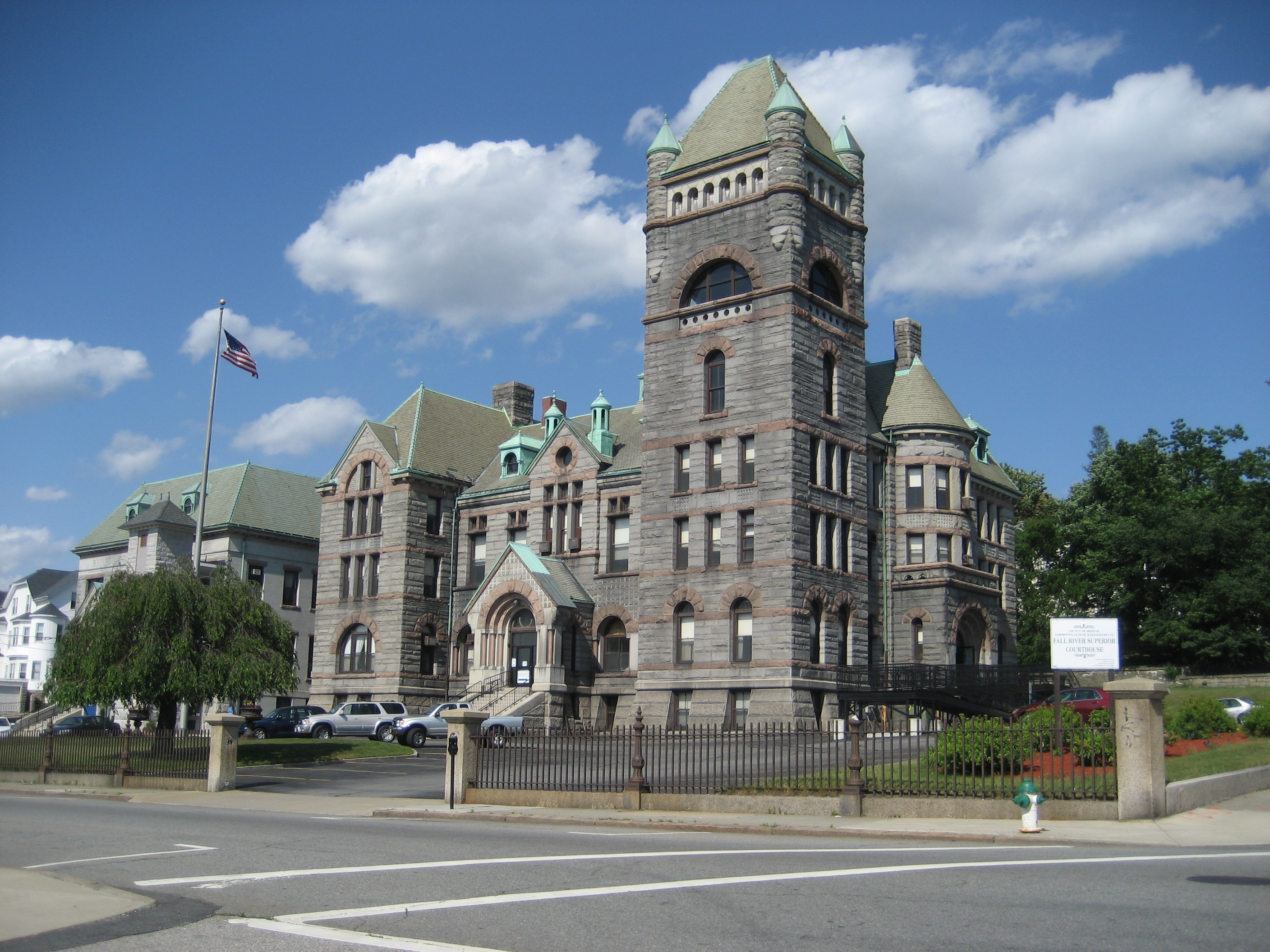
Bristol County Superior Court in Fall River, gelistet im NRHP Nr. 83000638

Das Bristol County ist ein County im Bundesstaat Massachusetts der Vereinigten Staaten. Der Verwaltungssitz (County Seat) ist Taunton. Das U.S. Census Bureau hat bei der Volkszählung 2020 eine Einwohnerzahl von 579.200 ermittelt.

## Geographie
Das County hat eine Fläche von 1790 Quadratkilometern, wovon 350 Quadratkilometer Wasserfläche sind. Es grenzt im Uhrzeigersinn an folgende Countys: Norfolk County, Plymouth County, Newport County (Rhode Island), Bristol County (Rhode Island) und Providence County (Rhode Island).

## Geschichte
Bristol County war 1685 eines von drei Gründungscountys von Plymouth Colony.
Zwölf Stätten im Bristol County haben aufgrund ihrer geschichtlichen Bedeutung den Status einer National Historic Landmark, darunter das frühere Expeditionsschiff Ernestina, der Zerstörer Joseph P. Kennedy, Jr., das U-Boot Lionfish, das Schlachtschiff Massachusetts und das frühere Walfängerzentrum New Bedford Historic District.

## Demografie
Laut der Volkszählung im Jahr 2000 lebten im Bristol County 534.678 Einwohner in 205.411 Haushalten und 140.706 Familien. Die Bevölkerung setzte sich aus 90,98 Prozent Weißen, 2,03 Prozent Afroamerikanern, 1,26 Prozent Asiaten und 0,24 Prozent amerikanischen Ureinwohnern zusammen. 3,60 Prozent der Bevölkerung waren spanischer oder lateinamerikanischer Abstammung. Das Prokopfeinkommen betrug 20.978 US-Dollar; 7,8 Prozent der Familien sowie 10,0 Prozent der Bevölkerung lebten unter der Armutsgrenze.

## Städte und Gemeinden
| - Acushnet - Attleboro - Berkley - Dartmouth - Dighton | - Easton - Fairhaven - Fall River - Freetown - Mansfield | - New Bedford - North Attleborough - Norton - Raynham - Rehoboth | - Seekonk - Somerset - Swansea - Taunton - Westport |